# Падение Алеппо (2024)
Падение Алеппо — установление контроля антиправительственных сил над крупнейшим cирийским городом Алеппо в ходе крупномасштабного наступления в 2024 году.
29 ноября 2024 года отряды сирийской оппозиции во главе с Сирийской национальной армией (СНА) и «Хайят Тахрир аш-Шам» (ХТА) вошли в город Алеппо, находившийся под контролем Сирийской арабской армии (САА). Это первые вооружённые столкновения в городе после завершения в 2016 году продолжительных боёв в Алеппо.
30 ноября 2024 года отряды оппозиции, разгромив проправительственные силы, заняли бо́льшую часть города. К 1 декабря правительственные силы покинули Алеппо. После взятия города повстанцы начали наступление наступление на Хаму.

## Предыстория
27 ноября 2024 года отряды сирийской оппозиции во главе с «Тахрир аш-Шам» провозгласили операцию «Сдерживание агрессии» (араб. ردع العدوان‎) и начали наступление на проправительственные войска на северо-западе Сирии. Также к ним присоединилась поддерживаемая Турцией Сирийская национальная армия. Это наступление стало первым крупным военным столкновением после наступления на северо-западе Сирии в 2019—2020 годах и идлибского договора о прекращении огня в марте 2020 года. Быстрое продвижение привело к установлению контроля силами оппозиции над десятками населённых пунктов. Уже в первые дни наступления повстанцы заняли 70 военных объектов в провинциях Алеппо и Идлиб, военную технику, включая танки, БМП, САУ и РСЗО. Около 10 000 мирных жителей бежали в Идлиб.

## Ход сражения
29 ноября 2024 года силы оппозиции подошли к окраинам Алеппо. Было совершено два теракта с использованием автомобильных бомб и днём повстанцы вошли в кварталы Хамдания и Нью-Алеппо. Ко второй половине дня 5 районов города были под контролем сил оппозиции. Появлялись сообщения о столкновениях в других районах города, в том числе в центре. К полуночи повстанцы заняли ещё четыре района и главную площадь города.
Сирийская арабская армия заявила о столкновениях с повстанцами в сельской местности Алеппо и Идлиба, в результате которых были уничтожены беспилотники и тяжёлое вооружение. Правительственные силы поклялись отразить нападение и обвинили повстанцев в распространении ложной информации о своём продвижении.
Местные жители начали покидать западные кварталы города из-за перестрелок. Повстанческие силы призывают к эвакуации жителей в восточные районы города. Правительственные сирийские медиа сообщили о попадании ракеты повстанцев в общежитие Университета Халеба, что причинило смерть 4 людей, включая 2 студентов.
Утром 30 ноября 2024 года силы повстанцев взяли под контроль Цитадель Алеппо и здание правительства. Под контролем оппозиции находилась бо́льшая часть города. Проправительственные войска были вынуждены отступить в сторону Сафиры. Тем временем курдское ополчение Сирийские демократические силы заняли международный аэропорт Алеппо и район Шейх-Наджар. Вечером 30 ноября курдские силы отступили из аэропорта без боя. Курдские и иранские силы остались контролировать северо-восточные районы города.
В результате удара предположительно российской авиации 16 человек погибло и 20 человек получили ранения. Ещё два авиаудара привели к смерти минимум двух десятков повстанцев. Попытка захода в курдские северные районы Алеппо привели к пленению трёх бойцов оппозиции. К вечеру 30 ноября правительственные силы признали занятие оппозицией больших территорий и потери, доходящие до десятков солдат. 
1 декабря войска оппозиции взяли тепловую электростанцию и два военных училища. В курдском районе Шейх-Наджар проходили бои между курдами и оппозицией. СДС тем временем заняли дорогу между сельской местностью на севере и центром Алеппо. Силы оппозиции предложили курдским силам в северных районах Алеппо коридор для отступления на север без разоружения. В тот же день ВВС России нанесли удар по Университету Халеба, в результате которого погибло 12 человек, среди пострадавших оказалось два журналиста.
2 декабря район Шейх-Наджар перешёл под контроль сил оппозиции.